# Udersleben
Udersleben ist ein Ortsteil von Bad Frankenhausen/Kyffhäuser im Kyffhäuserkreis in Thüringen.

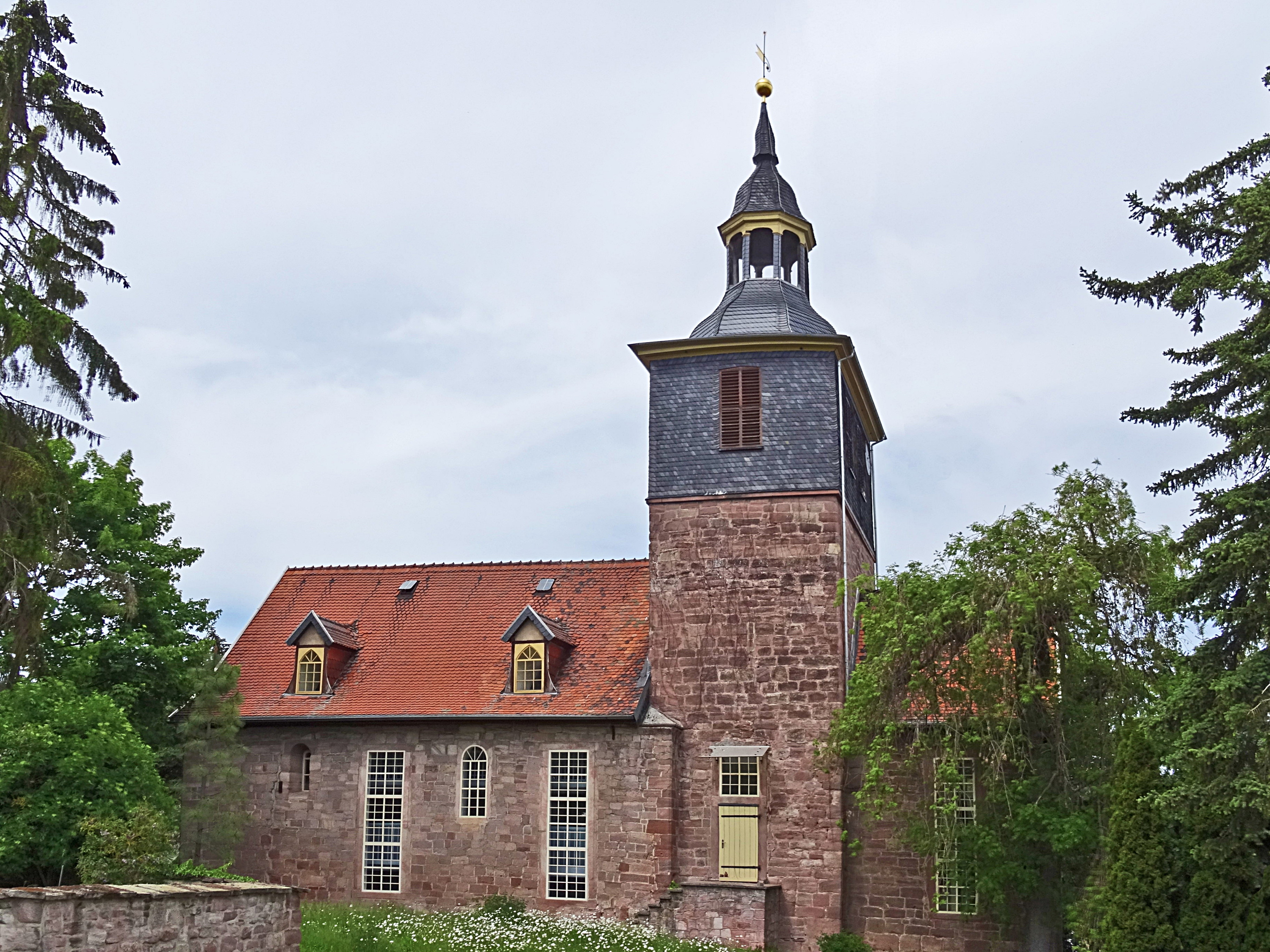
Kirche St. Galli

## Geografie
Udersleben befindet sich östlich von Bad Frankenhausen am Fuß der Südabdachung des Kyffhäusergebirges. Nördlich vom Dorf ist die Gemarkung stark kupiert und flacht dann gen Süden zur Ebene ab. Zwischen Bad Frankenhausen und Udersleben liegt auf diesen ebenen und gut bearbeitbaren Flächen der Flugplatz Bad Frankenhausen.

## Geschichte
Bereits 802–817 wurde das kleine Dorf erstmals urkundlich erwähnt. Die frühe Besiedlung in diesem Raum um den Hainich und den Kyffhäuser ist bekannt. Die St.-Galli-Kirche wurde an der Wende vom 12. zum 13. Jahrhundert errichtet. Bis 1918 gehörte der Ort zur Unterherrschaft des Fürstentums Schwarzburg-Rudolstadt.
Am 9. April 1994 wurde Udersleben nach Bad Frankenhausen eingemeindet.